# La Torre de Cabdella
La Torre de Cabdella település Spanyolországban, Lleida tartományban. La Torre de Cabdella Espot, Sort, Baix Pallars, Senterada, Sarroca de Bellera és Vall de Boí községekkel határos. Lakosainak száma 785 fő (2024).

## Népesség
A település népessége az utóbbi években az alábbiak szerint változott:
| Lakosok száma | 1162 | 1338 | 1682 | 1380 | 650  | 698  | 811  | 761  | 760  | 785  |
|               | 1717 | 1887 | 1936 | 1960 | 1986 | 2004 | 2009 | 2014 | 2019 | 2024 |